# Башкири
Башкири (мар. Башкир) — деревня в Куженерском районе Республики Марий Эл. Входит в состав Токтайбелякского сельского поселения.

## География
Находится в северо-восточной части республики Марий Эл на расстоянии приблизительно 6 км на север от районного центра посёлка Куженер.

## История
Деревня была образована в 1821—1822 годах людьми, привлечёнными для строительства Ильинской церкви села Токтайбеляк. Деревня была полностью русской. В 1859 году в деревне было 12 дворов и 88 жителей, в 1874 году 19 дворов и 137 жителей, в 1949 25 и 102, в 1960 году 22 домах и 80 человек, в 1970 году 17 и 75, в 1990 году 7 и 15, в 2005 году — 5 дворов. В советское время работал колхоз «Новый путь».

## Население
Население составляло 12 человек (мари 33 %, русские 67 %) в 2002 году, 6 в 2010.

## Известные уроженцы
Сырейщиков Василий Алексеевич (1922—1991) — советский военный деятель, специалист связи. В годы Великой Отечественной войны ― командир роты связи 123 гвардейского отдельного батальона связи 32 гвардейского стрелкового корпуса на Сталинградском, Воронежском, 2-м и 1-м Украинских фронтах, гвардии капитан. Член ВКП(б).